# Henry Perrin Coon
Pour les articles homonymes, voir Coon (homonymie).
Henry Perrin Coon (né le 30 septembre 1822, mort le 4 décembre 1884 à San Francisco) est un homme politique américain du San Francisco Vigilance Movement. Il a été maire de San Francisco entre 1863 et 1867.

## Biographie
Il remporte l'élection en juillet 1863 par plus de 1 000 voix d'avance sur le candidat républicain Robert C. Delaunay. Il avait axé sa campagne sur la sécurité dans les rues de San Francisco, la lutte contre la corruption, et la défense des droits des américains vis-à-vis de la vague d'immigration que connaissait la Californie à cette époque.
Il meurt d'une crise cardiaque en 1884.